# Jörgen Grundström
Ingvar Jörgen Grundström, född 13 januari 1961 i Junsele församling, död 14 maj 2022, var en svensk elitdomare i ishockey. Säsongen 1993–94 vann han Guldpipan. Han var även proffsdomare i Japan under en säsong. Senare blev Grundström säljare hos DSV i Sundsvall. Han var också  domare i innebandy.